# Kigeli V van Rwanda
Kigeli V, doopnaam Jean-Baptiste Ndahindurwa (Cyangugu, 29 juni 1936 – Walton, 16 oktober 2016) was van juli 1959 tot juli 1960 mwami (koning) van het Rwandese deel van het Belgische mandaatgebied Ruanda-Urundi.
Na de dood van Mutara III van Rwanda (Tutsi) op 25 juli 1959 kozen de stammen in Rwanda Kigeli (opnieuw een Tutsi) tot mwami van het Rwandese deel van Ruanda-Urundi gekozen. Een aantal Hutu's vond de verkiezing van Kigeli V onrechtmatig. In november 1959 vond er een Hutu-revolte plaats. Op 25 juli 1960 ging Kigeli V in ballingschap.
In januari 1961 vond er een volksraadpleging plaats waarin de meerderheid van de bevolking (voornamelijk de Hutu's) zich uitspraken vóór de republikeinse staatsvorm.
Kigeli V leefde in ballingschap in de Verenigde Staten. In 2007 gaf de Rwandese president Paul Kagame in een interview met de BBC aan dat hij niet negatief zou staan tegenover de terugkeer van Kigeli V naar Rwanda. Hij zou van hem zelfs weer mogen aantreden als constitutioneel monarch. Kigeli V weigerde echter terug te keren naar zijn geboorteland zolang de monarchie niet werd heringevoerd.
Kigeli V overleed op 16 oktober 2016 op 80-jarige leeftijd.